# CIAPIN1
CIAPIN1 (англ. Cytokine induced apoptosis inhibitor 1) – білок, який кодується однойменним геном, розташованим у людей на короткому плечі 16-ї хромосоми. Довжина поліпептидного ланцюга білка становить 312 амінокислот, а молекулярна маса — 33 582.
| 10         |  | 20         |  | 30         |  | 40         |  | 50         |
| ---------- |  | ---------- |  | ---------- |  | ---------- |  | ---------- |
| MADFGISAGQ |  | FVAVVWDKSS |  | PVEALKGLVD |  | KLQALTGNEG |  | RVSVENIKQL |
| LQSAHKESSF |  | DIILSGLVPG |  | STTLHSAEIL |  | AEIARILRPG |  | GCLFLKEPVE |
| TAVDNNSKVK |  | TASKLCSALT |  | LSGLVEVKEL |  | QREPLTPEEV |  | QSVREHLGHE |
| SDNLLFVQIT |  | GKKPNFEVGS |  | SRQLKLSITK |  | KSSPSVKPAV |  | DPAAAKLWTL |
| SANDMEDDSM |  | DLIDSDELLD |  | PEDLKKPDPA |  | SLRAASCGEG |  | KKRKACKNCT |
| CGLAEELEKE |  | KSREQMSSQP |  | KSACGNCYLG |  | DAFRCASCPY |  | LGMPAFKPGE |
| KVLLSDSNLH |  | DA         |  |            |  |            |  |            |

A: Аланін

C: Цистеїн

D: Аспарагінова кислота

E: Глутамінова кислота

F: Фенілаланін

G: Гліцин

H: Гістидин

I: Ізолейцин

K: Лізин

L: Лейцин

M: Метіонін

N: Аспарагін

P: Пролін

Q: Глутамін

R: Аргінін

S: Серин

T: Треонін

V: Валін

W: Триптофан

Кодований геном білок за функцією належить до фосфопротеїнів. 
Задіяний у таких біологічних процесах, як апоптоз, альтернативний сплайсинг. 
Білок має сайт для зв'язування з іонами металів, іоном заліза, залізо-сірчаною групою, групою 2Fe-2S. 
Локалізований у цитоплазмі, ядрі, мітохондрії.